# Mattsee (See)

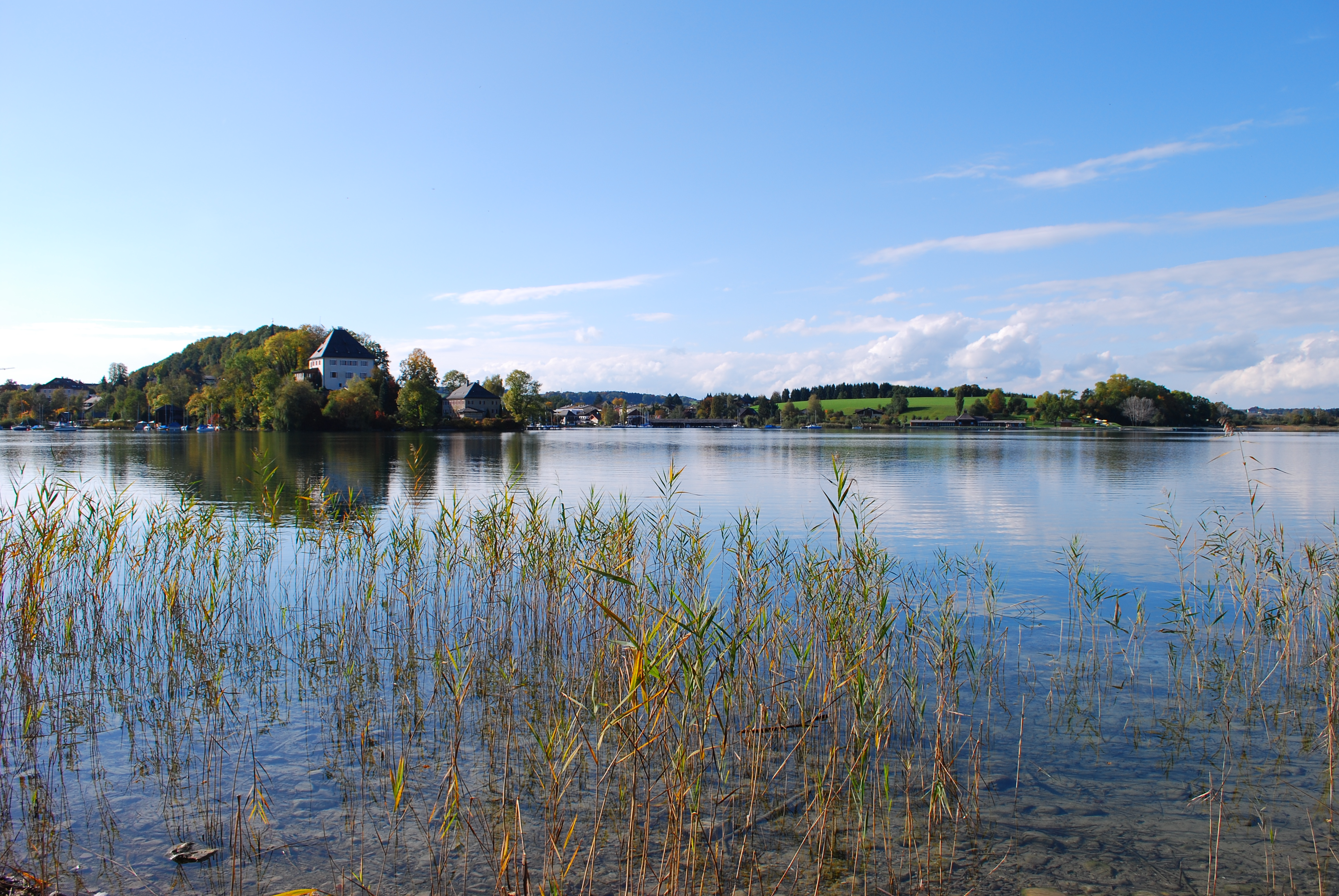
Mattsee mit Schloss Mattsee

Der Mattsee (auch Niedertrumer See) ist einer der drei zum Salzburger Seengebiet gehörenden Trumer Seen im Flachgau im Land Salzburg in Österreich.

## Namensgebung
Der Name Mattsee wurde von der Bezeichnung für den Fluss Mattig übernommen. Die weitere Herkunft dieses Namens ist nicht eindeutig geklärt. Er dürfte auf eine keltische oder noch ältere Bezeichnung zurückgehen. Der Name des Sees hat sich auf eine menschliche Ansiedlung, den Ort Mattsee, übertragen.
Ursprünglich bezeichnete Mattsee beide Teile des Sees, die nur durch eine schmale Landzunge voneinander getrennt sind, also auch denjenigen, der heute Obertrumer See genannt wird und als eigenständiger See gilt.
Als Alternativen zu Mattsee liegen aus den letzten Jahrhunderten auch Varianten mit Unter- und Nieder- vor: Undersee (1562), Untersee (1770), Nieder-Trummer See (1806). Von den heimischen Fischern wurde auch Niedersee verwendet, was wiederum als Alternative zu Unter- oder als Kürzung aus Niedertrumer gelten kann. Letztere Benennung wird auch heute noch gelegentlich verwendet und bezieht sich auf die jenseits der Landesgrenze in Oberösterreich befindliche Ortschaft Niedertrum (Gemeinde Lochen am See). Das Ober- und Unter- bzw. Nieder- nimmt Bezug auf die allgemeine Fließrichtung der Gewässer in der Gegend und hat nichts mit der Höhenlage der Ortschaften Obertrum und Niedertrum zu tun. Sie liegen beide am Ufer der Gewässer, welche sich auf 503 m ü. A. befinden.

## Sport und Freizeit
Der Mattsee kann als Badegewässer genützt werden. In Mattsee am Südufer und in Gebertsham am Nordufer gibt es Strandbäder.
Surfen und Segeln ist am Mattsee möglich. Das Befahren mit Motorbooten ist wegen des Naturschutzes auf allen drei Trumer Seen nicht erlaubt. Es können jedoch Elektroboote gemietet werden. Auf dem Mattsee und – verbunden mit einer kurzen Wasserstraße – auf dem Obertrumer See verkehrt in den Sommermonaten ein Ausflugsschiff.

## Geologische Veränderungen
Insbesondere in der Weyerbucht unweit des Zentrums des Orts Mattsee verlandet der See zunehmend durch Sandablagerung, was die Einfahrt mit Booten erschwert. April 2016 wurde daher beschlossen, an 100 Messpunkten nahe dem Seeufer die Veränderungen zu beobachten, um ein Konzept für Saugbaggerungen und Verbringung des Materials an tiefere Stellen des Sees zu entwickeln.
An Land in der Weyerbucht senkte sich das Bodenniveau in den letzten 2 Jahren (Stand April 2016) um 2 Zentimeter, sodass hier die Überschwemmungsgefahr bei Hochwasser stieg.